# Оґма (кратер)
Кратер Оґма (англ. Craters Ogma) — метеоритний кратер на Європі, супутнику Юпітера.

## Характеристики
Утворився на місці падіння на поверхню супутника Європа космічного метеорита, якого притягнув у свою орбіту масивний Юпітер. Внаслідок чого сформувався ударний кратер з діаметром 5 кілометрів. Центр кратера розташовано за координатами 87.45° пн. ш., та 287.86° зх. д.
Вперше про льодовий кратер довідалися у 2006 році, після дослідження поверхні супутника телескопами з Землі. Названий за іменем Огма, персонажа ірландської та шотландської міфології, винахідника писемності в ірландській міфології.